# 忠州崔氏
忠州崔氏（韓語：충주 최씨），是以韓國忠清北道忠州為本貫的氏族，2000年時調査有13466人。
氏族始祖是中国唐朝武將崔陞，846年新羅出現饑荒、盗賊蔓延。他受唐武宗任命為上將軍派遣到新羅平亂，因平定反亂的功勞，事後被任命為銀青光禄大夫。崔陞的子孫從此定居忠州，成立忠州崔氏這一本貫。